# Chrysopilus lucimaculatus
Chrysopilus lucimaculatus är en tvåvingeart som beskrevs av Yang 1992. Chrysopilus lucimaculatus ingår i släktet Chrysopilus och familjen snäppflugor. Inga underarter finns listade i Catalogue of Life.